# Campionati del mondo di corsa in montagna 1993
I Campionati del mondo di corsa in montagna 1993 si sono disputati a Gap, in Francia, il 5 settembre 1993 sotto il nome di "World Trophy". Il titolo maschile è stato vinto da Martin Jones, quello femminile da Isabelle Guillot. A livello maschile il "World Trophy" sulla distanza ridotta "Short" non è più stato disputato. La categoria "Donne Juniori", dopo il debutto nella rassegna iridata nel 1992, a partire da quest'anno non è più in programma.

## Uomini Seniores
Individuale
| Pos.    | Atleta              | Nazione     | Tempo  |
| ------- | ------------------- | ----------- | ------ |
| Oro     | Martin Jones        | Inghilterra | 51'43" |
| Argento | Dave Dunham         | Stati Uniti | 51'48" |
| Bronzo  | Michel Humbert      | Francia     | 51'54" |
| 4       | Robin Bryson        | Irlanda     | 51'57" |
| 5       | Michael Mc Dermott  | Sudafrica   | 52'09" |
| 6       | Costantino Bertolla | Italia      | 52'12" |
| 7       | Renatus Birrer      | Svizzera    | 52'19" |
| 8       | Ueli Horisberger    | Svizzera    | 52'31" |
| 9       | Sylvain Richard     | Francia     | 52'43" |
| 10      | Dieter Ranftl       | Germania    | 52'50" |

Squadre
| Pos.    | Squadra     | Punti |
| ------- | ----------- | ----- |
| Oro     | Italia      | 43    |
| Argento | Francia     | 54    |
| Bronzo  | Inghilterra | 59    |

## Uomini Juniores
Individuale
| Pos.    | Atleta           | Nazione     | Tempo  |
| ------- | ---------------- | ----------- | ------ |
| Oro     | Gabriele De Nard | Italia      | 32'26" |
| Argento | Maurizio Gemetto | Italia      | 33'03" |
| Bronzo  | Roman Skalsky    | Rep. Ceca   | 33'14" |
| 4       | Martin Florek    | Slovacchia  | 33'29" |
| 5       | Colin Jones      | Galles      | 34'17" |
| 6       | John Brooks      | Scozia      | 34'37" |
| 7       | William Styan    | Inghilterra | 34'47" |
| 8       | Ondrej Beren     | Rep. Ceca   | 34'57" |
| 9       | William Depoi    | Irlanda     | 35'00" |
| 10      | Patrick Heinlein | Germania    | 35'21" |

Squadre
| Pos.    | Squadra   | Punti |
| ------- | --------- | ----- |
| Oro     | Italia    | 12    |
| Argento | Rep. Ceca | 33    |
| Bronzo  | Galles    | 36    |

## Donne Seniores
Individuale
| Pos.    | Atleta                     | Nazione     | Tempo  |
| ------- | -------------------------- | ----------- | ------ |
| Oro     | Isabelle Guillot           | Francia     | 36'11" |
| Argento | Gudrun Plüger              | Austria     | 36'45" |
| Bronzo  | Carol Greenwood            | Inghilterra | 37'27" |
| 4       | Nives Curti                | Italia      | 38'05" |
| 5       | Maria Grazia Roberti       | Italia      | 38'20" |
| 6       | Sarah Rowell               | Inghilterra | 38'32" |
| 7       | Silke Welt                 | Germania    | 38'39" |
| 8       | Valeria Colpo              | Italia      | 38'47" |
| 9       | Antonella Molinari         | Italia      | 38'48" |
| 10      | Anna Baloghova (Pichrtova) | Slovacchia  | 38'52" |

Squadre
| Pos.    | Squadra     | Punti |
| ------- | ----------- | ----- |
| Oro     | Italia      | 17    |
| Argento | Inghilterra | 26    |
| Bronzo  | Francia     | 27    |

## Medagliere
| Posizione | Paese       | Oro | Argento | Bronzo | Totale |
| --------- | ----------- | --- | ------- | ------ | ------ |
| 1         | Italia      | 4   | 1       | 0      | 5      |
| 2         | Inghilterra | 1   | 1       | 2      | 4      |
| 2         | Francia     | 1   | 1       | 2      | 4      |
| 4         | Rep. Ceca   | 0   | 1       | 1      | 2      |
| 5         | Austria     | 0   | 1       | 0      | 1      |
| 5         | Stati Uniti | 0   | 1       | 0      | 1      |
| 7         | Galles      | 0   | 0       | 1      | 1      |